# Buchenavia pabstii
Espèce
Classification phylogénétique
Statut de conservation UICN

 EN  : En danger
Buchenavia pabstii est une espèce de plantes à fleurs du genre Buchenavia de la famille des Combretaceae trouvée au sud-est du Brésil.